# 陶州
陶州，金朝时设置的州。
贞祐三年（1215年）改孟津县置，治所在今河南省孟津县东，属南京路。辖境约今河南孟津县一带。寻废。 